# Scolecithricella globulosa
Scolecithricella globulosa är en kräftdjursart som beskrevs av Brodsky 1950. Scolecithricella globulosa ingår i släktet Scolecithricella och familjen Scolecitrichidae. Inga underarter finns listade i Catalogue of Life.